# Zwemmen op de Olympische Zomerspelen 2012 – 4×100 meter wisselslag vrouwen
De 4×100 meter wisselslag vrouwen op de Olympische Zomerspelen 2012 vond plaats op 3 augustus, series, en 4 augustus 2012, finale. Omdat het zwembad waarin de wedstrijd gehouden werd 50 meter lang is, bestond de race uit acht baantjes. Na afloop van de series kwalificeerden de acht snelste ploegen zich voor de finale. Regerend olympisch kampioen was Australië.

## Records
Voorafgaand aan het toernooi waren dit het wereldrecord en het kampioenschapsrecord
| Wereldrecord     | China Zhao Jing Chen Huijia Jiao Liuyang Li Zhesi                     | 3.52,19 | Rome   | 1 augustus 2009  |
| Olympisch record | Australië Emily Seebohm Leisel Jones Jessicah Schipper Libby Trickett | 3.52,69 | Peking | 17 augustus 2008 |

## Uitslagen

### Series
| Rang | Namen                                                                                  | Land             | Tijd    | Serie | Baan | Bijz. |
| ---- | -------------------------------------------------------------------------------------- | ---------------- | ------- | ----- | ---- | ----- |
| 1    | Emily Seebohm Leisel Jones Alicia Coutts Brittany Elmslie                              | Australië        | 3.55,42 | 2     | 5    | Q     |
| 2    | Aya Terakawa Satomi Suzuki Yuka Kato Haruka Ueda                                       | Japan            | 3.57,87 | 2     | 3    | Q     |
| 3    | Mie Nielsen Rikke Møller Pedersen Jeanette Ottesen Gray Pernille Blume                 | Denemarken       | 3.58,35 | 2     | 2    | Q     |
| 4    | Rachel Bootsma Breeja Larson Claire Donahue Jessica Hardy                              | Verenigde Staten | 3.58,88 | 2     | 4    | Q     |
| 5    | Sharon van Rouwendaal Moniek Nijhuis Inge Dekker Femke Heemskerk                       | Nederland        | 3.59,19 | 1     | 7    | Q     |
| 6    | Gemma Spofforth Siobhan-Marie O'Connor Jemma Lowe Amy Smith                            | Groot-Brittannië | 3.59,37 | 2     | 6    | Q     |
| 7    | Gao Chang Sun Ye Jiao Liuyang Tang Yi                                                  | China            | 3.59,38 | 1     | 4    | Q     |
| 8    | Maria Gromova Joelia Jefimova Irina Bespalova Veronika Popova                          | Rusland          | 3.59,57 | 1     | 5    | Q     |
| 9    | Jenny Mensing Sarah Poewe Alexandra Wenk Britta Steffen                                | Duitsland        | 3.59,95 | 1     | 3    |       |
| 10   | Sarah Sjöström Jennie Johansson Martina Granström Michelle Coleman                     | Zweden           | 4.00,76 | 2     | 7    |       |
| 11   | Arianna Barbieri Michela Guzzetti Ilaria Bianchi Federica Pellegrini                   | Italië           | 4.02,20 | 1     | 2    |       |
| 12   | Julia Wilkinson Tera van Beilen Katerine Savard Samantha Cheverton                     | Canada           | 4.02,71 | 1     | 6    |       |
| 13   | Duane da Rocha Marina Garcia Judit Ignacio Melania Costa                               | Spanje           | 4.03,05 | 2     | 1    |       |
| 14   | Laure Manaudou Fanny Babou Justine Bruno Charlotte Bonnet                              | Frankrijk        | 4.05,53 | 1     | 3    |       |
| 15   | Eygló Ósk Gústafsdóttir Hrafnhildur Lúthersdóttir Sarah Blake Bateman Eva Hannesdóttir | IJsland          | 4.07,09 | 2     | 8    |       |
| 16   | Evelyn Verrasztó Anna Sztankovics Zsuzsanna Jakabos Eszter Dara                        | Hongarije        |         | 1     | 8    | DSQ   |

### Finale
| Rang   | Namen                                                                  | Land             | Tijd    | Baan | Bijz. |
| ------ | ---------------------------------------------------------------------- | ---------------- | ------- | ---- | ----- |
| Goud   | Missy Franklin Rebecca Soni Dana Vollmer Allison Schmitt               | Verenigde Staten | 3.52,05 | 6    | WR    |
| Zilver | Emily Seebohm Leisel Jones Alicia Coutts Melanie Schlanger             | Australië        | 3.54,02 | 4    |       |
| Brons  | Aya Terakawa Satomi Suzuki Yuka Kato Haruka Ueda                       | Japan            | 3.55,73 | 5    |       |
| 4      | Anastasia Zoejeva Joelia Jefimova Irina Bespalova Veronika Popova      | Rusland          | 3.56,03 | 8    |       |
| 5      | Zhao Jing Ji Liping Lu Ying Tang Yi                                    | China            | 3.56,41 | 1    |       |
| 6      | Sharon van Rouwendaal Moniek Nijhuis Inge Dekker Ranomi Kromowidjojo   | Nederland        | 3.57,28 | 2    |       |
| 7      | Mie Nielsen Rikke Møller Pedersen Jeanette Ottesen Gray Pernille Blume | Denemarken       | 3.57,76 | 3    |       |
| 8      | Gemma Spofforth Siobhan-Marie Oconnor Ellen Gandy Francesca Halsall    | Groot-Brittannië | 3.59,46 | 7    |       |